# Francisca García Batlle
Francisca García Batlle (Coatepec, Veracruz, 23 de mayo de 1905-1 de octubre de 1953), conocida por su seudónimo Pacona, fue una poeta, dramaturga, actriz, directora, productora escénica y maestra mexicana que en 1952 se convirtió en una de las primeras mujeres regidoras en el México posrevolucionario. Fundó tres escuelas en Coatepec (Veracruz) y un kínder en Altotonga, donde se desempeñó como directora y maestra.

## Biografía
Nació el 23 de mayo de 1905 en Coatepec, Veracruz. Fue la penúltima hija de Francisca Batlle y de Patricio García y Sedas. Su madre tenía ascendencia francesa y nació en Santiago Tuxtla. Su padre era originario de Huatusco, Veracruz, y trabajaba como notario en Coatepec. Según testimonio de la sobrina de la poeta, Olivia García Morales, recogido por la tesista Lara Klahr, la pareja tuvo 12 hijos, "de los cuales sólo conoció a dos mujeres y cuatro varones, que son los que aparecen en las fotografías familiares: Dolores (Lolita), Francisca (Pacona), Patricio, Anastasio, Justiniano (torero apodado “El gallito tercero”) y Leobardo (importante boticario de Coatepec)".
Realizó sus estudios primarios en la escuela "Miguel Hidalgo" y más tarde tomó un curso técnico-práctico de pedagogía en la antigua escuela cantonal "Benito Juárez", ambas en Coatepec. Posteriormente, en Xalapa continuó su formación en la escuela "Enrique Pestalozzi", y más tarde en la Ciudad de México fue alumna de Erasmo Castellanos Quinto y de Eugenia Torres Villalpando.
Pacona fue la primera mujer regidora de su municipio, un año antes de que el presidente de México, Adolfo Ruiz Cortines, aprobara el voto femenino en México. Antes de este nombramiento, García Battle ya estaba involucrada en la vida pública de su comunidad: como maestra, promoviendo programas de educación artística para la Secretaría de Educación Pública (SEP), "presentando obras de teatro para los festejos cívicos y escolares y participando activamente en la iglesia a través del apoyo al Hospital de Caridad y en los festejos de tipo religioso".
En 1950, en el tercer jardín de niños fundado por esta escritora en la Escuela Cantonal Benito Juárez de Coatepec, trabajó con la maestra Rechi, de Xalapa, para diseñar un programa de educación artística a nivel preescolar para la SEP.[cita requerida]
Tras su fallecimiento en 1953, se le hicieron varios homenajes, entre ellos una ofrenda de Día de Muertos en Xalapa.

## Obra
En 1926, Pacona y un grupo de familiares y amigos estrenaron la revista teatral Ilusión';, "en una fotografía difundida en Coatepec se observa la imagen de la Virgen de Guadalupe colocada sobre una colina con una inscripción que dice “Ilusión”", pero se desconoce el tema de la obra. Ilusión se estrenó en mayo 29 de 1926 y, según crónicas de la época, "era muy bello, pero muy dramático; la gente lloraba junto con los protagonistas”. Los carteles de las funciones casi siempre tenían la leyenda "incluido el impuesto al pobre", que se recaudaba para la asistencia pública.
García Batlle escribió más de 85 textos, entre ellos un poemario titulado Los treinta poemas del viaje (1952). Produjo, además, varias puestas en escena, de las cuales se conservan ocho libretos para teatro en su archivo de manuscritos, elaborados en cuartos de cartulina color sepia: Primavera, Las Noticias, Cántaro, Porque yo seré, La Compra, Cuento de Colores, La Estrella de Belem y El regalo de la Casa Lyz. Los últimos tres, recopilados en el libro Antología teatral de Francisca García Batlle "Pacona" de Bina Lara Klahr.

### Piezas de teatro
- Los apuros en el claustro (1923), diálogo en verso entre la colegiala de un convento, Gloria, y el jardinero, en donde la primera intenta convencer al segundo de que entregue una carta de un novio.[5]
- Ellas mandan (1941), comedia sobre las relaciones de poder dentro del matrimonio. La trama se dispara por un alcalde que quiere encontrar una pareja en la que el hombre mande en su casa y ofrece un costal de papas como premio a quien pueda demostrarlo.[5]
- ¡Se casa Cleto! (1941), obra que se desarrolla alrededor de un personaje que, en su negativa a casarse, desata una discusión que incluye:
- El cuento de colores (sin fecha)
- El regalo de la Casa Lyz (1949)
- La estrella de Belém (1951)

## Distinciones
- Hay calles dedicadas a su nombre, en Veracruz,[6] Coatepec[7] y la Ciudad de México.[8]
- Se han creado por lo menos cuatro homenajes en su nombre, el último en 2017.[9]
- La Sala de Lectura de la Casa de Cultura de Coatepec lleva su nombre.[10]
- Su vida y obra fueron tema en las actividades de la Casa de la Cultura de Coatepec durante las actividades con motivo del Día Internacional de la Mujer en 2021.[11][12]
- En el año de 2023, la compañía teatral Andronicus MX estrenó la puesta en escena 'El Ferrocarril de Pacona' obra teatral que homenajea el legado de Francisca García Batlle. Fue escrita y dirigida por el dramaturgo y director Francisco Jácome-García y protagonizada por las actrices Aremí HR, Carmen Álvarez, Karen Alú Martínez y el bailarín Juan Pablo Gallo. Esta obra está basada en el libro 'Antología teatral de Francisca García Batlle Pacona' de Bina Lara Klahr. Fue estrenada en el Teatro del Estado de la Ciudad de Xalapa, Veracruz.